# Slättäng
Slättäng is een plaats in de gemeente Malmö in het landschap Skåne en de provincie Skåne län. De plaats heeft 93 inwoners (2005) en een oppervlakte van 7 hectare.